# Santa Marta de Penaguião
Santa Marta de Penaguião – miejscowość w Portugalii, leżąca w dystrykcie Vila Real, w regionie Północ w podregionie Douro. Miejscowość jest siedzibą gminy o tej samej nazwie.

## Demografia
| Liczba ludności gminy Santa Marta de Penaguião (1801–2011) | Liczba ludności gminy Santa Marta de Penaguião (1801–2011) | Liczba ludności gminy Santa Marta de Penaguião (1801–2011) | Liczba ludności gminy Santa Marta de Penaguião (1801–2011) | Liczba ludności gminy Santa Marta de Penaguião (1801–2011) | Liczba ludności gminy Santa Marta de Penaguião (1801–2011) | Liczba ludności gminy Santa Marta de Penaguião (1801–2011) | Liczba ludności gminy Santa Marta de Penaguião (1801–2011) | Liczba ludności gminy Santa Marta de Penaguião (1801–2011) | Liczba ludności gminy Santa Marta de Penaguião (1801–2011) |
| ---------------------------------------------------------- | ---------------------------------------------------------- | ---------------------------------------------------------- | ---------------------------------------------------------- | ---------------------------------------------------------- | ---------------------------------------------------------- | ---------------------------------------------------------- | ---------------------------------------------------------- | ---------------------------------------------------------- | ---------------------------------------------------------- |
| 1801                                                       | 1849                                                       | 1900                                                       | 1930                                                       | 1960                                                       | 1981                                                       | 1991                                                       | 2001                                                       | 2004                                                       | 2011                                                       |
| 10 731                                                     | 8 535                                                      | 11 422                                                     | 12 532                                                     | 13 282                                                     | 11 194                                                     | 9 703                                                      | 8 569                                                      | 8 400                                                      | 7 356                                                      |

## Sołectwa
Sołectwa gminy Santa Marta de Penaguião (ludność wg stanu na 2011 r.)
- Alvações do Corgo – 477 osób
- Cumieira – 1146 osób
- Fontes – 835 osób
- Fornelos – 241 osób
- Louredo – 428 osób
- Medrões – 505 osób
- Sanhoane – 375 osób
- São João Baptista de Lobrigos – 1270 osób
- São Miguel de Lobrigos – 1365 osób
- Sever – 714 osób